# Harry Morton Fitzpatrick
Harry Morton Fitzpatrick (ur. 27 czerwca 1886 w Greenwood (Indiana), zm. 8 grudnia 1949 w Nowym Jorku) – amerykański mykolog.

## Życiorys
W szkole średniej w Crawfordsville w stanie Indiana poznał mykologa Herberta Hice Whetzela, który pobudził jego zainteresowanie mykologią. W 1905 roku wstąpił do Wabash College. Zachęcony przez Whetzela, ówczesnego profesora na Uniwersytecie Cornella, w 1908 r. przeniósł się na ten uniwersytet, gdzie pracował jako asystent profesora George’a Francisa Atkinsona na Wydziale Botaniki i otrzymał dyplom, a w 1909 r. uzyskał stopień naukowy w Arts College. Później pracował jako asystent w Graduate School w Cornell, a następnie jako instruktor patologii roślin. W 1913 r. uzyskał stopień doktora i zaraz po tym przez Whetzela został zatrudniony jako adiunkt w niedawno zorganizowanym Zakładzie Patologii Roślin w Cornell. Rozpoczął pracę dydaktyczną w zakresie mykologii, której poświęcił resztę swojego życia. Na stanowisko profesora pełnego został wyniesiony w 1922 r.

## Praca naukowa
Opracował monografie rodzin Coryneliaceae i Nitschkiaceae, ale najbardziej znany jest z opublikowanej w 1931 r. pracy „The Lower Fungi. Phycomycetes”. Fitzpatrick odegrał aktywną rolę w założeniu 29 grudnia 1931 roku Amerykańskiego Towarzystwa Mycologicznego (MSA) w Nowym Orleanie w Luizjanie. W latach 1932–1935 był pierwszym sekretarzem-skarbnikiem tego towarzystwa, w 1936 piątym jego prezesem i aż do śmierci historykiem towarzystwa. Opublikował biografie mykologów George’a Francisa Atkinsona, Curtisa Gatesa Lloyda, Freda Carletona Stewarta i Herberta Hice’a Whetzela. Był nauczycielem Clarka Thomasa Rogersona i Richarda Paula Korfa, dwóch studentów, którzy stali się później wybitnymi mykologami.
W naukowych nazwach utworzonych przez niego taksonów dodawany jest skrót jego nazwiska Fitzp.